# Українська радикальна партія (1904)
Українська Радикальна Партія — партія, створена в кінці 1904 в Києві групою, що відкололася від Української Демократичної Партії. Нею керували Борис Грінченко, Сергій Єфремов, Модест Левицький, Федір Матушевський.
Виступала за встановлення в Росії конституційної монархії,за передачу землі селянам безоплатно, за право України на автономію.
Зосередила свою діяльність на виданні політичних брошур, що виходили у Львові й Петербурзі.
Не маючи впливу на маси, наприкінці 1905 вона об'єдналася з Українською Демократичною Партією під назвою Українська Демократично-Радикальна Партія.